# 茹库
茹库（法語：Joucou，法語發音：[ʒuku] ⓘ）是法国奥德省的一个市镇，位于该省西南部，属于利穆区。

## 地理
茹库（42°49'35"N, 2°5'18"E）面积6.44 平方千米，位于法国奧克西塔尼大區奥德省，该省份为法国南部沿海省份，北起塔恩省，西北接上加龙省，西接阿列日省，南至东比利牛斯省，东临地中海，东北与埃罗省接壤。
与茹库接壤的市镇（或旧市镇、城区）包括：欧纳特、雷邦蒂河畔贝尔福尔、贝尔维斯、贝塞德德索、马尔萨、罗多姆。

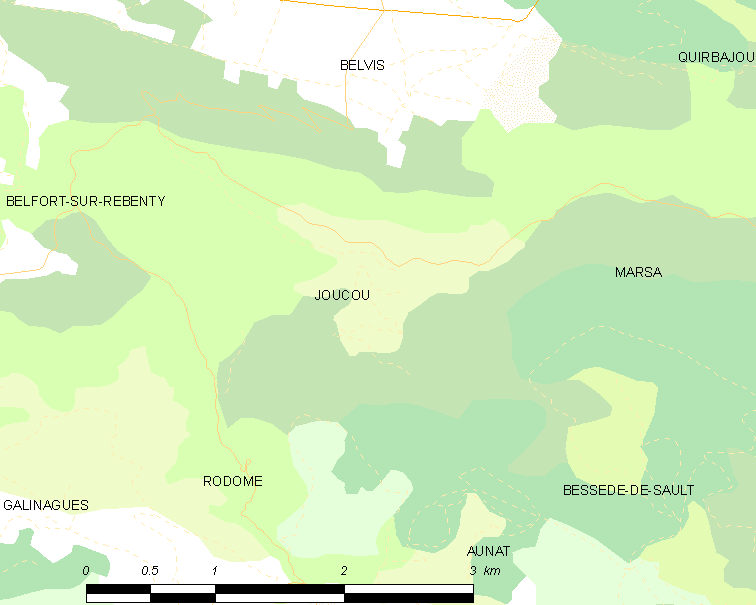
茹库的OSM定位图

茹库的时区为UTC+01:00、UTC+02:00（夏令时）。

## 行政
茹库的邮政编码为11140，INSEE市镇编码为11177。

## 政治
茹库所属的省级选区为上奥德河谷县。

## 人口

1962-2008年间茹库人口变化图示

茹库于2022年1月1日时的人口数量为30人。